# Campeonato Alemão-Oriental de Patinação Artística no Gelo
O Campeonato Alemão Oriental de Patinação Artística no Gelo (em alemão:  DDR-Meisterschaften im Eiskunstlauf) foi uma competição nacional anual de patinação artística no gelo da Alemanha Oriental. Os patinadores competiam em quatro eventos: individual masculino, individual feminino, duplas e dança no gelo.
A competição começou a a ser disputada em 1949, anos após o fim da Segunda Guerra Mundial e a divisão da Alemanha, e deixou de ser disputada em 1990 após a reunificação do país, e os patinadores da Alemanha Oriental voltaram a competir no campeonato alemão.

## Edições
| Ano          | Edição               | Cidade sede          | Sênior               | Sênior               | Sênior               | Sênior               |
| Ano          | Edição               | Cidade sede          | M                    | F                    | P                    | D                    |
| ------------ | -------------------- | -------------------- | -------------------- | -------------------- | -------------------- | -------------------- |
| 1949         | 1.ª                  |                      | –                    | •                    | –                    | –                    |
| 1950         | 2.ª                  |                      | •                    | •                    | •                    | –                    |
| 1951         | 3.ª                  |                      | •                    | •                    | •                    | –                    |
| 1952         | 4.ª                  |                      | •                    | •                    | •                    | –                    |
| 1953         | 5.ª                  |                      | •                    | •                    | –                    | –                    |
| 1954         | 6.ª                  |                      | •                    | •                    | •                    | –                    |
| 1955         | 7.ª                  |                      | •                    | •                    | •                    | –                    |
| 1956         | 8.ª                  |                      | –                    | •                    | –                    | –                    |
| 1957– 1959   | Não houve competição | Não houve competição | Não houve competição | Não houve competição | Não houve competição | Não houve competição |
| 1960         | 9.ª                  |                      | •                    | •                    | •                    | –                    |
| 1961         | 10.ª                 |                      | •                    | •                    | •                    | –                    |
| 1962         | 11.ª                 |                      | •                    | •                    | •                    | •                    |
| 1963         | 12.ª                 |                      | •                    | •                    | •                    | •                    |
| 1964         | 13.ª                 |                      | •                    | •                    | •                    | •                    |
| 1965         | 14.ª                 |                      | •                    | •                    | •                    | •                    |
| 1966         | 15.ª                 |                      | •                    | •                    | •                    | •                    |
| 1967         | 16.ª                 |                      | •                    | •                    | •                    | •                    |
| 1968         | 17.ª                 |                      | •                    | •                    | •                    | •                    |
| 1969         | 18.ª                 |                      | •                    | •                    | •                    | •                    |
| 1970         | 19.ª                 |                      | •                    | •                    | •                    | •                    |
| 1971         | 20.ª                 |                      | •                    | •                    | •                    | –                    |
| 1972         | 21.ª                 |                      | •                    | •                    | •                    | –                    |
| 1973         | 22.ª                 |                      | •                    | •                    | •                    | –                    |
| 1974         | 23.ª                 |                      | •                    | •                    | •                    | –                    |
| 1975         | 24.ª                 |                      | •                    | •                    | •                    | –                    |
| 1976         | 25.ª                 |                      | •                    | •                    | •                    | –                    |
| 1977         | 26.ª                 |                      | •                    | •                    | •                    | –                    |
| 1978         | 27.ª                 |                      | •                    | •                    | •                    | –                    |
| 1979         | 28.ª                 |                      | •                    | •                    | •                    | –                    |
| 1980         | 29.ª                 |                      | •                    | •                    | •                    | –                    |
| 1981         | 30.ª                 | Karl-Marx-Stadt      | •                    | •                    | •                    | –                    |
| 1982         | 31.ª                 |                      | –                    | •                    | •                    | –                    |
| 1983         | 32.ª                 | Berlim Oriental      | •                    | •                    | •                    | –                    |
| 1984         | 33.ª                 |                      | •                    | •                    | •                    | –                    |
| 1985         | 34.ª                 |                      | •                    | •                    | •                    | –                    |
| 1986         | 35.ª                 |                      | •                    | •                    | •                    | –                    |
| 1987         | 36.ª                 |                      | •                    | •                    | •                    | –                    |
| 1988         | 37.ª                 |                      | •                    | •                    | •                    | –                    |
| 1989         | 38.ª                 |                      | •                    | •                    | •                    | –                    |
| 1990         | 39.ª                 |                      | •                    | •                    | •                    | •                    |
| Referências: |                      |                      |                      |                      |                      |                      |

## Lista de medalhistas

### Individual masculino
| Evento                          | Ouro                                      | Prata                                     | Bronze                                    |
| 1949                            | Não houve disputa do individual masculino | Não houve disputa do individual masculino | Não houve disputa do individual masculino |
| 1950 (detalhes)                 | Helmuth Sirinek                           | ?                                         | ?                                         |
| 1951 (detalhes)                 | Heinz Kuhrüber                            | ?                                         | ?                                         |
| 1952 (detalhes)                 | Kurt Weilert                              | ?                                         | ?                                         |
| 1953 (detalhes)                 | Horst Kuhrüber                            | Heinz Kuhrüber                            | Wolfgang Hartung                          |
| 1954 (detalhes)                 | Horst Kuhrüber                            | ?                                         | ?                                         |
| 1955 (detalhes)                 | Horst Kuhrüber                            | ?                                         | ?                                         |
| 1956                            | Não houve disputa do individual masculino | Não houve disputa do individual masculino | Não houve disputa do individual masculino |
| 1957–1959                       | Não houve competição                      | Não houve competição                      | Não houve competição                      |
| 1960 (detalhes)                 | Bodo Bockenauer                           | Michael Flebbe                            | ?                                         |
| 1961 (detalhes)                 | Bodo Bockenauer                           | Michael Flebbe                            | ?                                         |
| 1962 (detalhes)                 | Bodo Bockenauer                           | Ralph Borghard                            | ?                                         |
| 1963 (detalhes)                 | Ralph Borghard                            | Günter Zöller                             | ?                                         |
| 1964 (detalhes)                 | Ralph Borghard                            | Günter Zöller                             | ?                                         |
| 1965 (detalhes)                 | Günter Zöller                             | ?                                         | ?                                         |
| 1966 (detalhes)                 | Ralph Borghard                            | ?                                         | ?                                         |
| 1967 (detalhes)                 | Günter Zöller                             | Reinhard Mirmseker                        | ? Purrucker                               |
| 1968 (detalhes)                 | Günter Zöller                             | Rolf Österreich                           | Ralf Richter                              |
| 1969 (detalhes)                 | Günter Zöller                             | Jan Hoffmann                              | Ralf Richter                              |
| 1970 (detalhes)                 | Günter Zöller                             | Jan Hoffmann                              | Ralf Richter                              |
| 1971 (detalhes)                 | Jan Hoffmann                              | Ralf Richter                              | Bernd Wunderlich                          |
| 1972 (detalhes)                 | Jan Hoffmann                              | Bernd Wunderlich                          | Michael Glaubitz                          |
| 1973 (detalhes)                 | Jan Hoffmann                              | Bernd Wunderlich                          | Michael Glaubitz                          |
| 1974 (detalhes)                 | Jan Hoffmann                              | Michael Glaubitz                          | Bernd Wunderlich                          |
| 1975 (detalhes)                 | Bernd Wunderlich                          | Hermann Schulz                            | ?                                         |
| 1976 (detalhes)                 | Jan Hoffmann                              | Mario Liebers                             | Falko Kirsten                             |
| 1977 (detalhes)                 | Jan Hoffmann                              | Mario Liebers                             | Falko Kirsten                             |
| 1978 (detalhes)                 | Jan Hoffmann                              | Mario Liebers                             | Torsten Ohlow                             |
| 1979 (detalhes)                 | Jan Hoffmann                              | Mario Liebers                             | Hermann Schulz                            |
| 1980 (detalhes)                 | Jan Hoffmann                              | Mario Liebers                             | Hermann Schulz                            |
| Karl-Marx-Stadt 1981 (detalhes) | Hermann Schulz                            | Ralf Lewandowski                          | Alexander König                           |
| 1982                            | Não houve disputa do individual masculino | Não houve disputa do individual masculino | Não houve disputa do individual masculino |
| Berlim Oriental 1983 (detalhes) | Falko Kirsten                             | Nils Köpp                                 | Alexander König                           |
| 1984 (detalhes)                 | Falko Kirsten                             | Alexander König                           | Nils Köpp                                 |
| 1985 (detalhes)                 | Falko Kirsten                             | Nils Köpp                                 | Ralf Lewandowski                          |
| 1986 (detalhes)                 | Falko Kirsten                             | Nils Köpp                                 | Ralf Lewandowski                          |
| 1987 (detalhes)                 | Falko Kirsten                             | Nils Köpp                                 | ?                                         |
| 1988 (detalhes)                 | Michael Huth                              | Rico Krahnert                             | Mirko Eichhorn                            |
| 1989 (detalhes)                 | Mirko Eichhorn                            | Ronny Winkler                             | Rico Krahnert                             |
| 1990 (detalhes)                 | Ronny Winkler                             | Mirko Eichhorn                            | Thomas Dörner                             |

### Individual feminino
| Evento                          | Ouro                 | Prata                | Bronze               |
| 1949 (detalhes)                 | Gudrun Olbricht      | ?                    | ?                    |
| 1950 (detalhes)                 | Brigitte Schnellhorn | ?                    | ?                    |
| 1951 (detalhes)                 | Gunhild Poltin       | ?                    | ?                    |
| 1952 (detalhes)                 | Inge Kabisch         | ?                    | Jutta Seyfert        |
| 1953 (detalhes)                 | Inge Kabisch         | ?                    | ?                    |
| 1954 (detalhes)                 | Inge Kabisch         | ?                    | ?                    |
| 1955 (detalhes)                 | Inge Kabisch         | ?                    | ?                    |
| 1956 (detalhes)                 | Marie-Luise Dostmann | ?                    | ?                    |
| 1957–1959                       | Não houve competição | Não houve competição | Não houve competição |
| 1960 (detalhes)                 | Heidemarie Steiner   | Hella Rathje         | Monika Ziemke        |
| 1961 (detalhes)                 | Gabriele Seyfert     | Monika Ziemke        | Heidemarie Steiner   |
| 1962 (detalhes)                 | Gabriele Seyfert     | Heidemarie Steiner   | Brigitte Klewer      |
| 1963 (detalhes)                 | Gabriele Seyfert     | Heidemarie Steiner   | Marianne Mirmseker   |
| 1964 (detalhes)                 | Gabriele Seyfert     | ?                    | Beate Richter        |
| 1965 (detalhes)                 | Gabriele Seyfert     | Beate Richter        | ?                    |
| 1966 (detalhes)                 | Gabriele Seyfert     | ?                    | ?                    |
| 1967 (detalhes)                 | Gabriele Seyfert     | Beate Richter        | Martina Clausner     |
| 1968 (detalhes)                 | Gabriele Seyfert     | Martina Clausner     | Kerstin Stolfig      |
| 1969 (detalhes)                 | Gabriele Seyfert     | Sonja Morgenstern    | Christine Errath     |
| 1970 (detalhes)                 | Gabriele Seyfert     | Sonja Morgenstern    | Christine Errath     |
| 1971 (detalhes)                 | Sonja Morgenstern    | Christine Errath     | Simone Gräfe         |
| 1972 (detalhes)                 | Sonja Morgenstern    | Christine Errath     | Steffi Knoll         |
| 1973 (detalhes)                 | Sonja Morgenstern    | Christine Errath     | Anett Pötzsch        |
| 1974 (detalhes)                 | Christine Errath     | Anett Pötzsch        | Marion Weber         |
| 1975 (detalhes)                 | Christine Errath     | Anett Pötzsch        | Steffi Knoll         |
| 1976 (detalhes)                 | Anett Pötzsch        | Marion Weber         | Karin Enke           |
| 1977 (detalhes)                 | Anett Pötzsch        | Marion Weber         | Karin Enke           |
| 1978 (detalhes)                 | Anett Pötzsch        | Carola Weißenberg    | Marion Weber         |
| 1979 (detalhes)                 | Anett Pötzsch        | Carola Weißenberg    | Katarina Witt        |
| 1980 (detalhes)                 | Anett Pötzsch        | Katarina Witt        | Carola Weißenberg    |
| 1981 (detalhes)                 | Katarina Witt        | Carola Paul          | Karin Hendschke      |
| 1982 (detalhes)                 | Katarina Witt        | Janina Wirth         | Carola Paul          |
| Berlim Oriental 1983 (detalhes) | Katarina Witt        | Janina Wirth         | Karin Hendschke      |
| 1984 (detalhes)                 | Katarina Witt        | Simone Koch          | Constanze Gensel     |
| 1985 (detalhes)                 | Katarina Witt        | Constanze Gensel     | Simone Koch          |
| 1986 (detalhes)                 | Katarina Witt        | Constanze Gensel     | Simone Koch          |
| 1987 (detalhes)                 | Katarina Witt        | Inga Gauter          | Simone Koch          |
| 1988 (detalhes)                 | Katarina Witt        | Simone Koch          | Evelyn Großmann      |
| 1989 (detalhes)                 | Evelyn Großmann      | Simone Lang          | Simone Koch          |
| 1990 (detalhes)                 | Tanja Krienke        | Cathrin Degler       | ?                    |

### Duplas
| Evento                          | Ouro                                    | Prata                                   | Bronze                                |
| 1949                            | Não houve disputa de duplas             | Não houve disputa de duplas             | Não houve disputa de duplas           |
| 1950 (detalhes)                 | Vera Lampe Horst Kuhrüber               | ?                                       | ?                                     |
| 1951 (detalhes)                 | Vera Lampe Horst Kuhrüber               | ?                                       | ?                                     |
| 1952 (detalhes)                 | Vera Lampe Horst Kuhrüber               | ?                                       | ?                                     |
| 1953                            | Não houve disputa de duplas             | Não houve disputa de duplas             | Não houve disputa de duplas           |
| 1954 (detalhes)                 | Vera Kuhrüber Horst Kuhrüber            | ?                                       | ?                                     |
| 1955 (detalhes)                 | Vera Kuhrüber Horst Kuhrüber            | ?                                       | ?                                     |
| 1956                            | Não houve disputa de duplas             | Não houve disputa de duplas             | Não houve disputa de duplas           |
| 1957–1959                       | Não houve competição                    | Não houve competição                    | Não houve competição                  |
| 1960 (detalhes)                 | Margit Senf Peter Göbel                 | Irene Müller Hans-Georg Dallmer         | Brigitte Wokoeck Heinz-Ulrich Walther |
| 1961 (detalhes)                 | Margit Senf Peter Göbel                 | Irene Müller Hans-Georg Dallmer         | Renate Rößler Klaus Wasserfuhr        |
| 1962 (detalhes)                 | Brigitte Wokoeck Heinz-Ulrich Walther   | Irene Müller Hans-Georg Dallmer         | Renate Rößler Klaus Wasserfuhr        |
| 1963 (detalhes)                 | Margit Senf Peter Göbel                 | Irene Müller Hans-Georg Dallmer         | Brigitte Wokoeck Heinz-Ulrich Walther |
| 1964 (detalhes)                 | Brigitte Wokoeck Heinz-Ulrich Walther   | Irene Müller Hans-Georg Dallmer         | Margit Senf Peter Göbel               |
| 1965 (detalhes)                 | Irene Müller Hans-Georg Dallmer         | Renate Rößler Klaus Wasserfuhr          | Brigitte Weise Michael Brychczy       |
| 1966 (detalhes)                 | Heidemarie Steiner Heinz-Ulrich Walther | ?                                       | ?                                     |
| 1967 (detalhes)                 | Heidemarie Steiner Heinz-Ulrich Walther | Brigitte Weise Michael Brychczy         | Renate Rößler Klaus Wasserfuhr        |
| 1968 (detalhes)                 | Irene Müller Hans-Georg Dallmer         | Heidemarie Steiner Heinz-Ulrich Walther | Brigitte Weise Michael Brychczy       |
| 1969 (detalhes)                 | Heidemarie Steiner Heinz-Ulrich Walther | Manuela Groß Uwe Kagelmann              | Beatrice von Brück Reinhard Mirmseker |
| 1970 (detalhes)                 | Heidemarie Steiner Heinz-Ulrich Walther | Manuela Groß Uwe Kagelmann              | Anette Kansy Axel Salzmann            |
| 1971 (detalhes)                 | Manuela Groß Uwe Kagelmann              | Anette Kansy Axel Salzmann              | Marlies Radunsky Rolf Österreich      |
| 1972 (detalhes)                 | Manuela Groß Uwe Kagelmann              | Anette Kansy Axel Salzmann              | Marlies Radunsky Rolf Österreich      |
| 1973 (detalhes)                 | Romy Kermer Rolf Österreich             | Sylvia Konzak Veit Kempe                | Antje Heck Tassilo Thierbach          |
| 1974 (detalhes)                 | Manuela Groß Uwe Kagelmann              | Romy Kermer Rolf Österreich             | Katja Schubert Knut Schubert          |
| 1975 (detalhes)                 | Romy Kermer Rolf Österreich             | Manuela Groß Uwe Kagelmann              | Kerstin Stolfig Veit Kempe            |
| 1976 (detalhes)                 | Romy Kermer Rolf Österreich             | Manuela Groß Uwe Kagelmann              | Sabine Baeß Tassilo Thierbach         |
| 1977 (detalhes)                 | Manuela Mager Uwe Bewersdorf            | Kerstin Stolfig Veit Kempe              | Sabine Baeß Tassilo Thierbach         |
| 1978 (detalhes)                 | Manuela Mager Uwe Bewersdorf            | Sabine Baeß Tassilo Thierbach           | Kerstin Stolfig Veit Kempe            |
| 1979 (detalhes)                 | Sabine Baeß Tassilo Thierbach           | Kerstin Stolfig Veit Kempe              | Cornelia Haufe Kersten Bellmann       |
| 1980 (detalhes)                 | Sabine Baeß Tassilo Thierbach           | Manuela Mager Uwe Bewersdorf            | Kerstin Stolfig Veit Kempe            |
| 1981 (detalhes)                 | Birgit Lorenz Knut Schubert             | Katharina Barta Tobias Schröter         | Gesine Bosdorf Jens Preussner         |
| 1982 (detalhes)                 | Sabine Baeß Tassilo Thierbach           | Birgit Lorenz Knut Schubert             | Gesine Bosdorf Jens Preussner         |
| Berlim Oriental 1983 (detalhes) | Sabine Baeß Tassilo Thierbach           | Birgit Lorenz Knut Schubert             | Babette Preußler Torsten Ohlow        |
| 1984 (detalhes)                 | Sabine Baeß Tassilo Thierbach           | Birgit Lorenz Knut Schubert             | Babette Preußler Tobias Schröter      |
| 1985 (detalhes)                 | Birgit Lorenz Knut Schubert             | Manuela Landgraf Ingo Steuer            | Peggy Seidel Ralf Seifert             |
| 1986 (detalhes)                 | Katrin Kanitz Tobias Schröter           | Birgit Lorenz Knut Schubert             | Peggy Seidel Ralf Seifert             |
| 1987 (detalhes)                 | Katrin Kanitz Tobias Schröter           | Antje Schramm Jens Müller               | Peggy Schwarz Alexander König         |
| 1988 (detalhes)                 | Peggy Schwarz Alexander König           | Mandy Wötzel Axel Rauschenbach          | ?                                     |
| 1989 (detalhes)                 | Mandy Wötzel Axel Rauschenbach          | Angela Caspary Marno Kreft              | Ines Müller Ingo Steuer               |
| 1990 (detalhes)                 | Mandy Wötzel Axel Rauschenbach          | Angela Caspary Marno Kreft              | Ines Müller Ingo Steuer               |

### Dança no gelo
| Evento          | Ouro                               | Prata                              | Bronze                             |
| 1962 (detalhes) | Annerose Beier Eberhard Rüger      | Eva Marie Reuter Bernd Egert       | ? Voigtländer ? Meyer              |
| 1963 (detalhes) | Eva Marie Reuter Bernd Egert       | Annerose Beier Eberhard Rüger      | ? Ziemke ? Bode                    |
| 1964 (detalhes) | Annerose Beier Eberhard Rüger      | ? Ziemke ? Bode                    | Eva Marie Reuter Bernd Egert       |
| 1965 (detalhes) | Annerose Beier Eberhard Rüger      | Eva Marie Reuter Bernd Egert       | ? Ziemke ? Bode                    |
| 1966 (detalhes) | Annerose Beier Eberhard Rüger      | Norma Allwelt Michael Schmidt      | Steffi Böhme Bernd Egert           |
| 1967 (detalhes) | Annerose Beier Eberhard Rüger      | Norma Allwelt Michael Schmidt      | Steffi Böhme Bernd Egert           |
| 1968 (detalhes) | Annerose Beier Eberhard Rüger      | Steffi Böhme Bernd Egert           | Norma Allwelt Michael Schmidt      |
| 1969 (detalhes) | Annerose Beier Eberhard Rüger      | Norma Allwelt Michael Schmidt      | ? Müller ? Müller                  |
| 1970 (detalhes) | Annerose Beier Eberhard Rüger      | ? Müller ? Müller                  | ?                                  |
| 1971–1989       | Não houve disputa de dança no gelo | Não houve disputa de dança no gelo | Não houve disputa de dança no gelo |
| 1990 (detalhes) | Kati Winkler René Lohse            | ?                                  | ?                                  |